# 萧殷
萧殷（1915年—1983年），原名郑文生，曾用名郑心吾，笔名萧英、何远等，男，广东龙川人，中国作家、文学评论家，曾任广东省文学艺术界联合会副主席，中国作家协会广东分会副主席。

## 生平
1938年进入延安鲁艺学习，同年加入中国共产党。曾任华北《新华日报》编委、延安中央研究院研究员、中央党校教员、《石家庄日报》副总编辑。
新中国成立后，历任《文艺报》主编、《人民文学》执行编辑等职。